# Vale da Mó
Vale da Mó são umas termas de águas ferrosas, situadas na freguesia da Moita, concelho de Anadia, distrito de Aveiro.
É local de cura e repouso, dispondo de um estabelecimento de hidroterapia.
A classificação hidrológica destas águas é: Água Bicarbonatada Magnesiana Ferruginosa.
Trata-se de águas de rara ocorrência na natureza.
A precipitação ocorre minutos após nascer, levando a que a água deva ser tomada na nascente.
Está indicada como terapia em estados anémicos e doenças de sangue, ajudando no restabelecimento dos índices sanguíneos normais. Exerce também efeitos: cardioprotector, termo-regulador, remineralizante.